# 1949 في ألمانيا
فيما يلي قوائم الأحداث التي وقعت خلال عام 1949 في ألمانيا.

## أحداث
- 1 يناير – معرض فرانكفورت الدولي للكتاب

## سياسة

### تعيين في المنصب
- 1 يناير – كارل أرنولد رئيس البوندسرات.
- 7 سبتمبر – غيرهارد شرودر عضو في البوندستاغ الألماني.
- 7 سبتمبر – كونراد أديناور عضو في البوندستاغ الألماني،مستشار ألمانيا.
- 12 سبتمبر – تيودور هويس رئيس ألمانيا.
- 20 سبتمبر – غوستاف هاينيمان وزير الداخلية الاتحادي.

## ظهور
- 1 نوفمبر – صحيفة فرانكفورتر العامة

## كتب
من الكتب التي صدرت هذه السنة في ألمانيا:
- 1 يناير – رحلة القدر. تقرير واعتراف من تأليف ألفرد دوبلن.

## مواليد

### يناير
- 1 يناير – ديتليف ميليس محامي ألماني.
- 1 يناير – ويلفريد بوس
- 12 يناير – أوتمار هيتسفيلد

### فبراير
- 5 فبراير – كورت بيك سياسي ألماني.
- 11 فبراير – أولريش فيشر ثيولوجي ألماني.

### مارس
- 5 مارس – فرانس جوزف يونغ سياسي ألماني.
- 13 مارس – يوهان بيرنس
- 24 مارس – إرفين كريمرز لاعب كرة قدم ألماني.
- 24 مارس – هيلموت كريمرز لاعب كرة قدم ألماني.
- 26 مارس – باتريك زوسكيند
- 31 مارس – هانز لوتز درّاج طريق ألماني.

### أبريل
- 2 أبريل – بيرند مولر لاعب كرة قدم ألماني.
- 6 أبريل – هورست شتورمر فيزيائي ألماني.
- 11 أبريل – بيرند إيشنجر
- 19 أبريل – يواخيم زاور كيميائي ألماني.
- 30 أبريل – كارل ميلر

### مايو
- 13 مايو – إنجيبورغ أرلت كاتبة ألمانية.
- 14 مايو – كلاوس بيتر ثالر دراج ألماني.

### يونيو
- 18 يونيو – أكسل هونيت فيلسوف ألماني.
- 27 يونيو – غونتر شوماخر درّاج طريق ألماني.
- 28 يونيو – بيتر غروس

### يوليو
- 1 يوليو – دينيس جونسون
- 4 يوليو – هورست زيهوفر سياسي ألماني.
- 26 يوليو – والتر فاغنر لاعب كرة قدم ألماني.

### أغسطس
- 21 أغسطس – والتر شتيربياك لاعب كرة سلة من الولايات المتحدة الأمريكية.
- 31 أغسطس – أولاف بيرنر لاعب كرة يد ألماني.

### سبتمبر
- 29 سبتمبر – أنتون مانغ
- 30 سبتمبر – راينر هولمان

### أكتوبر
- 20 أكتوبر – ديتر شنايدر لاعب كرة قدم.
- 25 أكتوبر – رولف كرون كاتب ألماني.

### نوفمبر
- 1 نوفمبر – بيرنهارد كولمان لاعب كرة قدم ألماني.
- 14 نوفمبر – كارل فريدريش كوشنيك مصوّر سينمائي ألماني.
- 28 نوفمبر – تومي إنجل

### ديسمبر
- 19 ديسمبر – يوب كابيلمان لاعب كرة قدم ألماني.
- 27 ديسمبر – كلاوس فيشر لاعب كرة قدم ألماني.

## وفيات

### يناير
- 31 يناير – ليزا ريش (مواليد 1908) متزحلقة جبال الألب ألمانية.

### فبراير
- 12 فبراير – يوليوس روسكا (مواليد 1867) مؤرخ ألماني.
- 14 فبراير – أوجست فشر (مواليد 1865)
- 18 فبراير – فريدريش فيلهلم راهه (مواليد 1888) لاعب كرة مضرب ألماني.

### مارس
- 30 مارس - فريدريش بيرغيوس، كيميائي ألماني.

### أبريل
- 19 أبريل – أوتو نيرز (مواليد 1892) لاعب كرة قدم ألماني.

### مايو
- 19 مايو – بول شولتز-ناومبورغ (مواليد 1869) مهندس معماري ألماني.
- 21 مايو – كلاوس مان (مواليد 1906) كاتب ألماني.

### يونيو
- 21 يونيو – فريتز هوغر (مواليد 1877) مهندس معماري ألماني.

### يوليو
- 12 فبراير – يوليوس روسكا (مواليد 1867) مؤرخ ألماني.
- 25 يوليو – ألفرد ريدر (مواليد 1863) عالم نبات ألماني.

### سبتمبر
- 8 سبتمبر – ريتشارد شتراوس (مواليد 1864)
- 15 سبتمبر – لودفيج هوهلوين (مواليد 1874)

### نوفمبر
- 17 نوفمبر – برنارد ديساو (مواليد 1863) فيزيائي ألماني.

### ديسمبر
- 23 ديسمبر – آرثر آيشنغرون (مواليد 1867) كيميائي ألماني.